# Dorcadiopsis planipennis
Dorcadiopsis planipennis är en skalbaggsart som beskrevs av Müller 1941. Dorcadiopsis planipennis ingår i släktet Dorcadiopsis och familjen långhorningar. Inga underarter finns listade i Catalogue of Life.